# Нелл Тайґер Фрі
Нелл Тайґер Фрі (англ. Nell Tiger Free; нар. 13 жовтня 1999) — англійська акторка та співачка. Найбільш відома за ролями Мірселли Баратеон у телесеріалі «Гра престолів», Хлої Крамб у телефільмі «Містер Смердючка» та Анни у фільмі «Зламані».

## Життєпис
Народилася 13 жовтня 1999 року в Кінґстон-апон-Темс, Великий Лондон, Англія. У неї є старша сестра Бетсі. Нелл Тайґер Фрі є племінницею англійського художника Джо Фентон. 
Нелл Тайґер Фрі закінчила Теддінґтонську школу.
Акторську кар'єру розпочала коли їй було 13 років, у 2012 році, виконавши роль Анни у фільмі «Зламані» та Хлої Крамб в телевізійному фільмі «Містер Сердючка». 
У п'ятому сезоні телесеріалу «Гра престолів» Нелл Тайґер Фрі виконала роль Мирцелли Баратеон, замінивши Еймі Річардсон, яка виконувала цю роль у першому та другому сезонах.
З 2019 року Нелл Тайґер Фрі виконала роль няні Ліан Ґрейсон у телесеріалі «Дім з прислугою», який випустив стрімінговий сервіс «Apple TV+».

## Фільмографія
| Рік       |    | Українська назва                    | Оригінальна назва    | Роль                                        |
| --------- | -- | ----------------------------------- | -------------------- | ------------------------------------------- |
| 2012      | ф  | Зламані                             | Broken               | Анна                                        |
| 2012      | тф | Містер Смердючка                    | Mr Stink             | Хлоя Крамб                                  |
| 2014      | с  | Молодий Морс                        | Endeavour            | Банті Ґлоссоп                               |
| 2015—2016 | с  | Гра престолів                       | Game of Thrones      | Мірселла Баратеон , замінила Еймі Річардсон |
| 2019—2023 | с  | Дім з прислугою                     | Servant              | Ліан Ґрейсон                                |
| 2019      | с  | Занадто старий, щоб померти молодим | Too Old to Die Young | Джейні Картер                               |
| 2021      | ф  | Поселенці                           | Settlers             | Реммі                                       |
| 2023      | ф  | Колодязь чудес                      | Wonderwell           | Саванна                                     |
| 2024      | ф  | Омен: Початок                       | The First Omen       | Марґарет                                    |